# 빈폴 (영화)
《빈폴》(러시아어: Дылда)은 2019년 개봉한 러시아의 역사 드라마 영화이다. 칸테미르 발라고프가 감독과 공동각본을 맡았다. 2019년 칸 영화제 주목할 만한 시선 감독상, 국제영화비평가연맹 작품상 수상작이다.

## 출연

### 주연
- 빅토리아 미로시니첸코
- 바실리사 페렐리지나

### 조연
- 티모시 그라스코프
- 크세니야 쿠테포바
- 베니아민 칵
- 올가 드라구노바

## 기타
- 배역: 블라디미르 골로프